# Supawat Yokakul
Supawat Yokakul (thailändisch ศุภวัฒน์ โยคะกุล, * 10. Januar 2000 in Chonburi) ist ein thailändischer Fußballspieler.

## Karriere
Supawat Yokakul begann seine Karriere als Torwart in der Jugendmannschaft von Nara United FC in Narathiwat. 2018 wechselte er zum Erstligisten Pattaya United nach Pattaya. Hier wurde er in der U23-Mannschaft eingesetzt. Die U23 spielte in der vierten Liga, der Thai League 4. Hier trat er mit dem Klub in der Eastern Region an. Nachdem Ende 2018 Pattaya United aufgelöst wurde,  unterschrieb er einen Vertrag beim Nachfolgeverein Samut Prakan City FC in Samut Prakan. In der Saison 2019 absolvierte er fünf Erstligaspiele. In den folgenden zwei Spielzeiten kam er nicht zum Einsatz. Am Ende der Saison 2021/22 belegte er mit Samut Prakan den vorletzten Tabellenplatz und musste somit in die zweite Liga absteigen. Nach insgesamt 14 Ligaspielen wechselte er im Juli 2023 nach Chonburi zum Erstligisten Chonburi FC. Am Ende der Saison 2023/24 belegte er mit Chonburi den 14. Tabellenplatz und musste somit in die zweite Liga absteigen. Nach dem Abstieg verließ er den Verein und schloss sich im August 2024 dem Zweitligisten Suphanburi FC an. Am Ende der Saison 2024/25 musste er mit Suphanburi in die dritte Liga absteigen. Nach dem Abstieg verließ er Suphanburi und schloss sich Ende Juli 2025 dem Drittligisten Roi Et PB United FC an.